# Čáhbahár
Čáhbahár (persky چاه بهار) je město v Íránu, v provincii Sístán a Balúčistán, na pobřeží Ománského zálivu. Žije zde přibližně 107 tisíc obyvatel. Čáhbahár je nejbližším přístupovým bodem Íránu do Indického oceánu, význam čáhbahárského přístavu proto roste. Většinu obyvatel města tvoří Balúčové.